# به من بگو تمام شده (ترانه)
 «به من تمام شده» (به انگلیسی: Tell Me It's Over) ترانه‌ای از خواننده کانادایی، آوریل لوین است که به عنوان دومین تک‌آهنگ از ششمین آلبوم استودیویی خود، سر بر روی آب (۲۰۱۹) در تاریخ ۱۲ دسامبر ۲۰۱۸ به همراه پیش سفارش آلبوم منتشر شد. این ترانه تک‌آهنگ اصلی آلبوم «سر بر روی آب» را دنبال می‌کند. لوین پوشش تک‌آهنگ و تاریخ انتشار را در ۵ دسامبر در رسانه‌های اجتماعی اعلام کرد.

## نماهنگ
نماهنگ همراه تک‌آهنگ در ۱۲ دسامبر ۲۰۱۸ در کانال یوتیوب لوین منتشر شد. این نماهنگ توسط اریکا سیلورمن کارگردانی شده‌است. در این نماهنگ لاوین قبل از شروع همه چیز، کریسمس پر از عشق را با دوست‌پسرش به اشتراک می‌گذارد و بعد او در میان درگیری با دوست‌پسرش تلفن خود را روی زمین خرد می‌کند.